# Palác kultury (Tirana)
Palác kultury (albánsky Pallati i Kulturës) se nachází na Skanderbegově náměstí v centru metropole Albánie, Tirany. Jedná se o jednu z dominant středu města, společně např. s Národním historickým muzeem nebo s Edhem Beyovou mešitou.

## Historie
Budova vznikla v souvislosti s rozsáhlou přestavbou středu města po druhé světové válce. Na místě současné budovy paláce se kdysi nacházel Starý bazar (albánsky Pazari e vjëter). V roce 1959 byl položen základní kámen modernistické budovy obložené bílým kamenem, slavnostního aktu se účastnil i Nikita Chruščov. Stavební práce byly dokončeny v roce 1963; podíleli se na nich odborníci z tehdejšího SSSR do doby, než se zhoršily vztahy s oběma zeměmi. Návrh budovy byl do značné míry inspirován kongresovým palácem v Římě.
Budova po svém dokončení sloužila pro potřeby nejen kulturních institucí, sídlila zde ale také i albánská scéna opery, nebo baletu. Uvnitř má své prostory také národní knihovna.
V roce 2007 byla budova zapsána na seznam albánských kulturních památek.